# Jacopino Rangoni (XIV secolo)

Stemma Rangoni.

Jacopino Rangoni (forse Modena, ... – Spilamberto, 1413) è stato un condottiero e politico italiano.

## Biografia
Era figlio di Gherardo Rangoni (?-1333 ca.) e di Mabilia Porzia.
Nel 1391 venne investito da Niccolò III d'Este del feudo di Castenuovo, nel modenese. Nel 1396 venne nominato dagli Estensi governatore di Vignola, che non riuscì a difendere dagli assalti di Giovanni da Barbiano. Nel 1404 assieme ad Uguccione dei Contrari tentò, invano, di sottomettere Reggio agli Estensi. Jacopino partecipò nel 1409 all'agguato di Rubiera nel quale rimase ucciso Ottobuono de' Terzi: gli Estensi si impossessarono di Parma e Jacopino fu posto come governatore.
Morì nel 1413 a Spilamberto.

## Discendenza
Jacopino sposò in prime nozze Fina di Arcoano Buzzacarini di Padova (nipote di Fina Buzzaccarini (1328-1378)) e in seconde nozze Beatrice di Guido da Correggio.
Jacopino ebbe dieci figli:
- Nicola (?-1444), religioso;
- Fina (?-dopo 1413);
- Aldrovandino (?-dopo 1441), giurista, sposò Orsina d'Este;
- Violante;
- Guglielmo (?-1443);
- Ginevra (?-dopo 1413);
- Gherardo (?-1447), condottiero degli Estensi, figlio di Beatrice da Correggio;
- Costanza, sposò Galasso da Correggio;
- Mabilia, sposò Giovanni Fogliani;
- Guido (?-1467), condottiero della Serenissima, figlio di Fina Buzzacarini.[2]